# Міяковський Володимир Варламович
Володи́мир Варла́мович Міяковський (псевдоніми — В. Порський, Б. Стохід, В. Світлицький, В. Варламов, Б. Янівський; 18 липня 1888, Ковель — 22 березня 1972, Нью-Йорк, США) — український літературознавець, історик-архівіст. Член Наукового товариства імені Шевченка (1947), дійсний член Української вільної академії наук (1948). Професор (1948).

## Біографічні дані
Володимир Варламович Міяковський народився у м. Ковель Ковельського повіту Волинської губернії.

### Освіта
Після закінчення Першої Київської гімназії, 1906 р. поступив на юридичний факультет Київського університету. З 1907 р.— у Санкт-Петербурзі, а з 1908 р.— студент історико-філологічного факультету Петербурзького університету, з якого в січні 1911 р. його було виключено.
Повернувшись в Україну, працював у Полтаві. Пізніше відновив навчання в Петербурзькому університеті, працював у науковому гуртку Михайла Грушевського; член українського клубу «Громада», належав до т. зв. старшого громадянства. У 1913 р. закінчив Петербурзький університет та у 1913–1917 р.р. викладав у школах Санкт-Петербурга, член Всеросійського вчительського союзу (1917).

### Робота у Петербурзі
Підготував кілька наукових праць (1913–1918) про О. Радищева. Працював над описом цензурного архіву «Главного Управления по делам печати» (1917). Член редколегії журналу «Голос минувшего» та історично-літературного студійного гуртка. Співробітник періодичних видань «Русский библиофил», «Научно-исторический журнал», «День» та ін.
Працював в «Історично-літературному товаристві» при Петроградському університеті (нині Петербурзький університет), бібліотекар його історико-філологічного факультету, секретар Комісії з рецензування дитячих книг при Товаристві поширення технічних знань.

### Повернення в Україну
У грудні 1917 р. переїхав в Україну. Інструктор архівно-бібліотечного відділу Головного управління мистецтв і національної культури (травень 1918), помічник голови та керівник описового відділу Архівного управління (1919). У 1920—1925 рр.— голова Київського губернського архівного управління, директор Київського центрального історичного архіву ім. В. Антоновича.
Співпрацював з установами УАН (від 1921 — ВУАН: секретар Комісії для дослідів над історією громадських течій 40—60-х  рр. ХІХ століття (березень 1919); член Комісії новітнього письменства та Комісії біографічного словника, редактор його історично-літературної частини. Автор коментарів до т. 3—4 повного зібрання творів Тараса Шевченка (за редакцією Сергія Єфремова). Брав участь у роботі секції мистецтвознавства, бібліографічної комісії, архіву Українського наукового товариства (1920–1922); у комісіях ВУАН: дійсний член Археографічної комісії та Археологічного комітету, член Книгознавчої комісії. Співробітник НДІ книгознавства; дійсний член Інституту Т. Шевченка (нині Інститут літератури імені Тараса Шевченка НАН України; 1927), завідувач Кабінету біографії Т. Шевченка та рукописного відділу, від 1926 року — будинку-музею Т. Шевченка в Києві. Співпрацював в Постійній комісії ВУАН зі складання "Біографічного словника діячів України"
Співробітник видань: «Літературно-наукового вістника», «Нашого минулого», «України», збірників «Шевченко», «За сто літ» та ін.

### Арешт та еміграція
21 серпня 1929 рр. В. Міяковського було заарештовано у справі «Спілки визволення України», до 1933 р. був на засланні. Після повернення працював у медичних установах Києва (1934–1941). За часів гітлерівської окупації в роки німецько-радянської війни у 1941–1942 рр. намагався відновити діяльність ВУАН у Києві, працював в Інституті літератури та фольклору, був співробітником Музею-архіву переходової доби, організував роботу Центрального історичного архіву ім. В. Антоновича.
У 1943–1944 рр. перебував у Львові. 1944 р. виїхав до Чехословаччини, де згодом у Празі працював у Музеї визвольної боротьби України, а також був членом та секретарем українського історично-філологічного товариства.
У 1945 р. переїхав до Німеччини, де у м. Аугсбург був співзасновником і вченим секретарем УВАН та головою Музею-архіву при УВАН. Від 1948 р. — професор Українського вільного університету в Мюнхені.
У 1950 р. переїхав до США, де у 1950–1952 рр. був секретарем УВАН та директором архіву-музею при УВАН у США.
Автор близько 100 наукових праць, ініціатор видання річників УВАН «Шевченко» (10 вип., 1952–1964), співредактор англомовного збірника про Т. Шевченка (1962), співробітник видавництва «Research Program on the USSR».
Володимир Варламович Міяковський помер 22 березня 1972 р. у м. Нью-Йорк.
Реабілітований посмертно, у 1989 р.

### Сім’я
Дружина: Голошвілова (Голошвілі) Інна Леонтіївна
Діти:
- Ольга Міяковська, померла в 2 роки від інфлюенци
- Оксана Міяковська

## Творчість[3]
Праці:
- 1920 — «Революційні відозви до українського народу: З матеріалів «Нашого минулого», 1850—1870-х рр.»;
- 1924 — «З нових матеріалів до історії Кирило-Мефодіївського Братства»;
- 1926 — «Декабристи на Україні»;
- 1928 — «Люди 40-х років. Кирило-Мефодіївці в листуванні»;
- 1958 — «Шевченко і Костомаров»;
- 1962 — упорядник збірника «Тарас Шевченко»;
- 1963 — книга про Кирило-Методіївське братство;
- 1964 — «Кобзар 1860 р. з власноручними поправками Шевченка»;
- 1967 — «Дмитро Антонович», «Музей-архів ім. Дмитра Антоновича» (1945–1965);
- 1984 — «Недруковане й забуте: Громадські рухи XIX століття Новітня українська література»[4]

Статті:
- Куліш і цензура // Наше минуле. — 1918. — № 2.
- Порський В. З історії «Основи» // Літературно-науковий збірник. — Корюген; Кіль, 1948. — Т. 3.

Коментарі:
- 1927 — Шевченко Т. Повне зібрання творів, т. 3—4. (автор коментарів).

## Вшанування пам'яті

Меморіальна таблиця В. Міяковському у Києві. Автор: Володимир Щур. Бронза, граніт.

На будинку на вулиці Ярославів Вал, 13 у Києві, де В. Міяковський мешкав у 1917—1929 роках 14 травня 2015 р. йому встановлено меморіальну таблицю.